# Mercado viejo de Mollet del Vallès

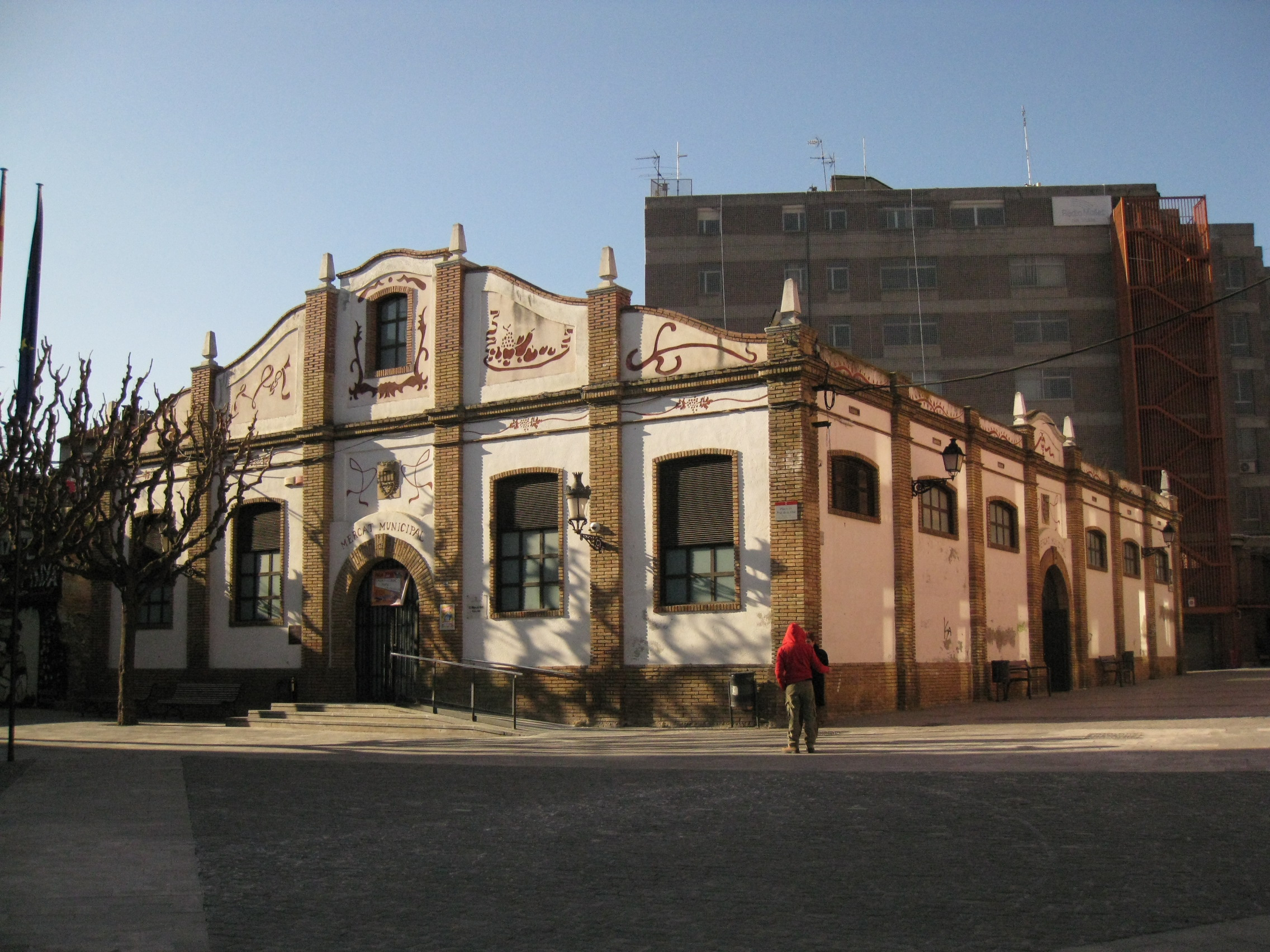
Mercado viejo de Mollet del Vallès.

El Mercado Viejo de Mollet del Vallès (en catalán, Mercat Vell de Mollet del Vallès) es un mercado municipal de Mollet del Vallès, en el Vallés Oriental. El edificio, diseñado por el arquitecto Cases, tiene decoraciones de masonería y esgrafiados alegóricos. Fue inaugurado el 19 de agosto de 1949 y el 27 de enero de 1996 cerró como mercado. Posteriormente se restauró en un espacio cívico y cultural y el 5 de febrero de 2005 volvió a abrir las puertas.

## Galería de imágenes

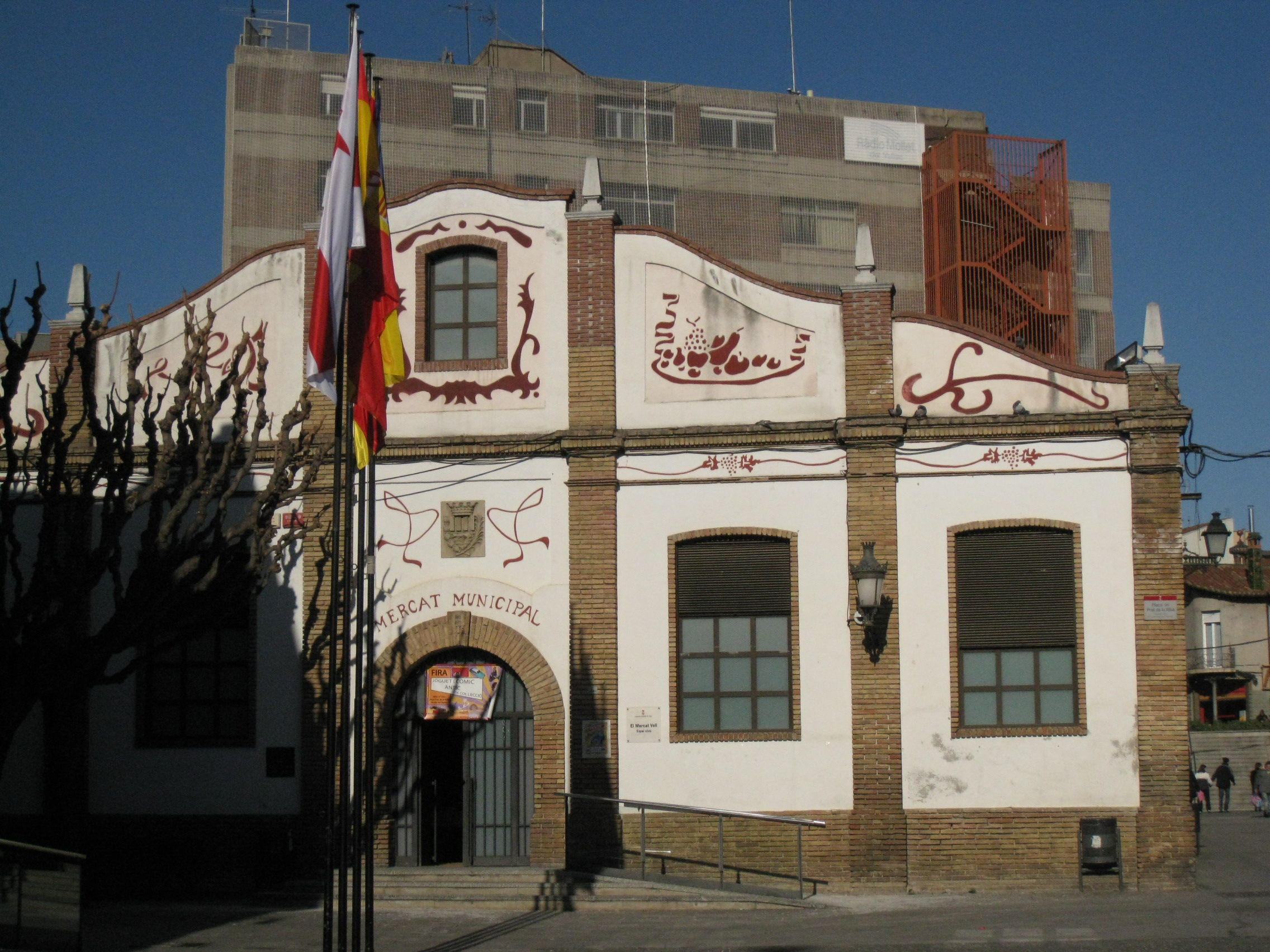
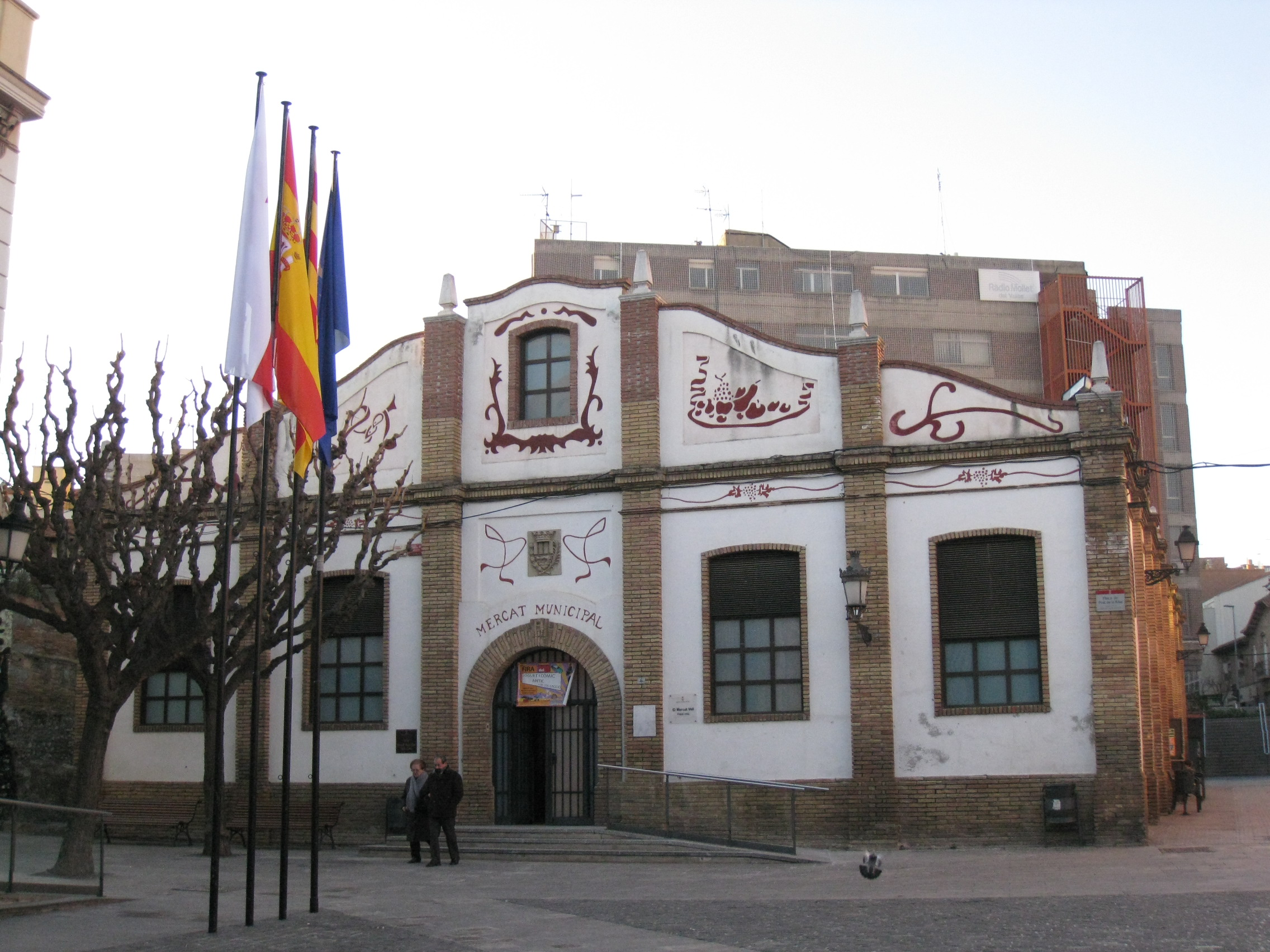
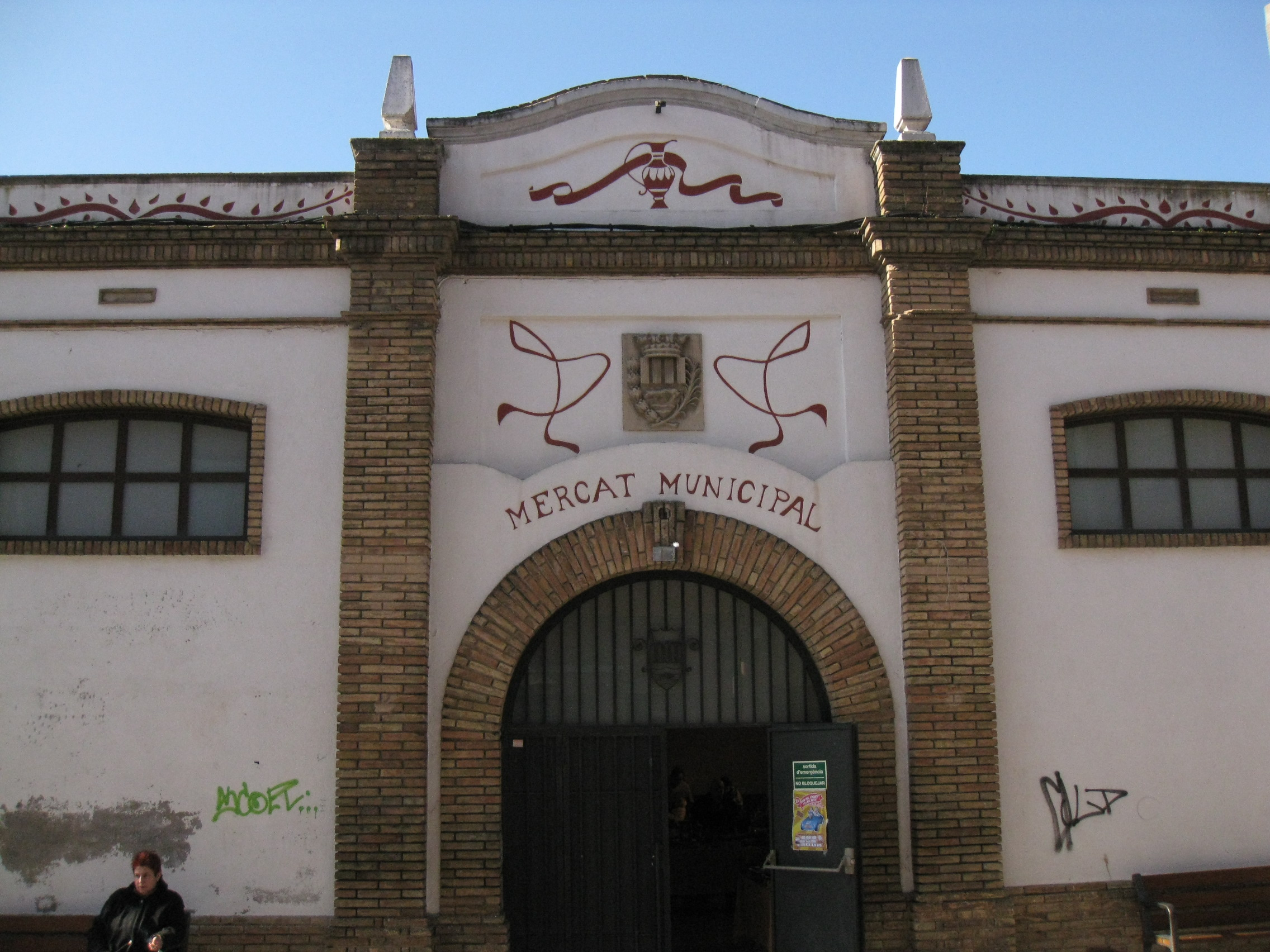
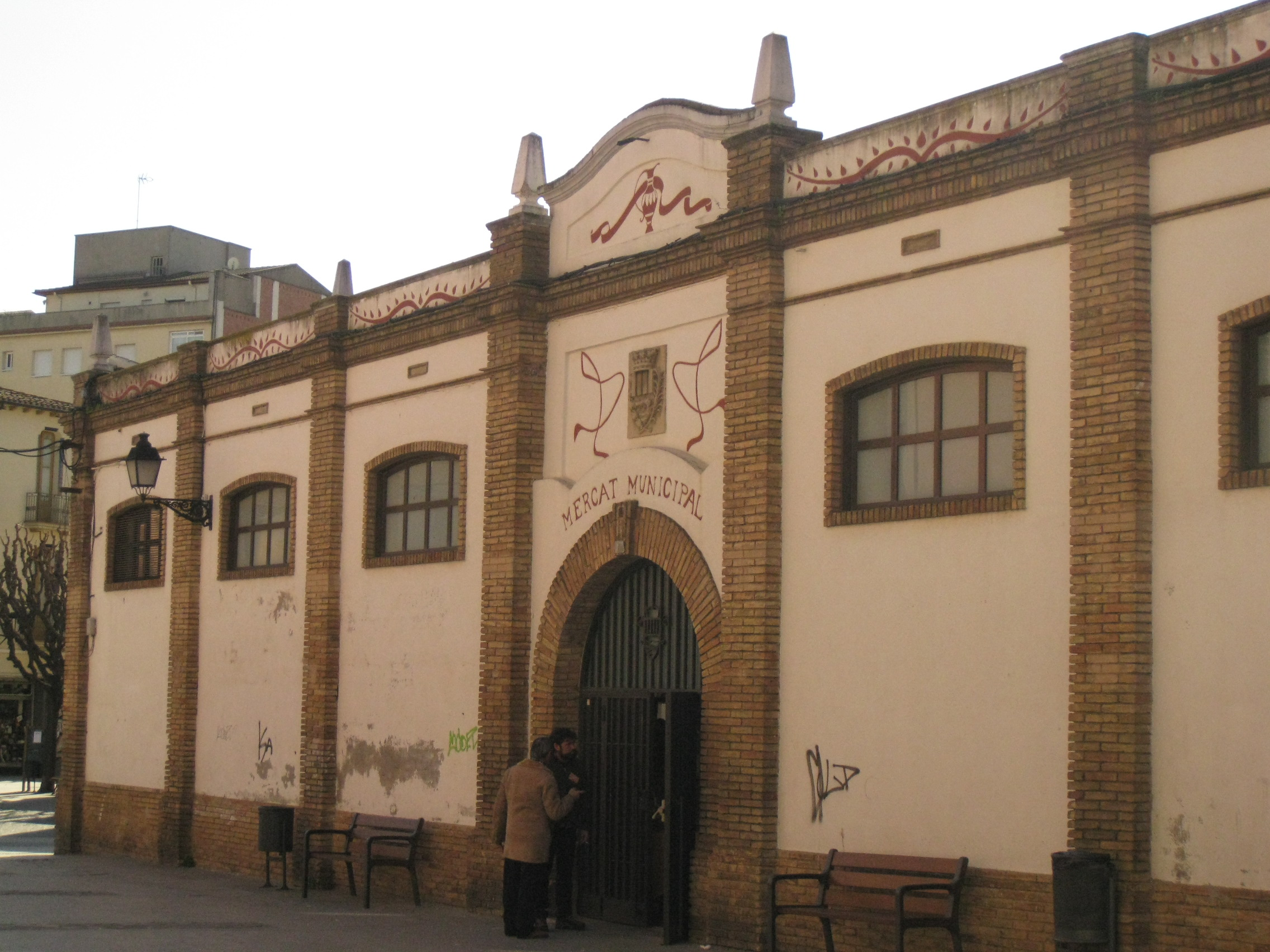
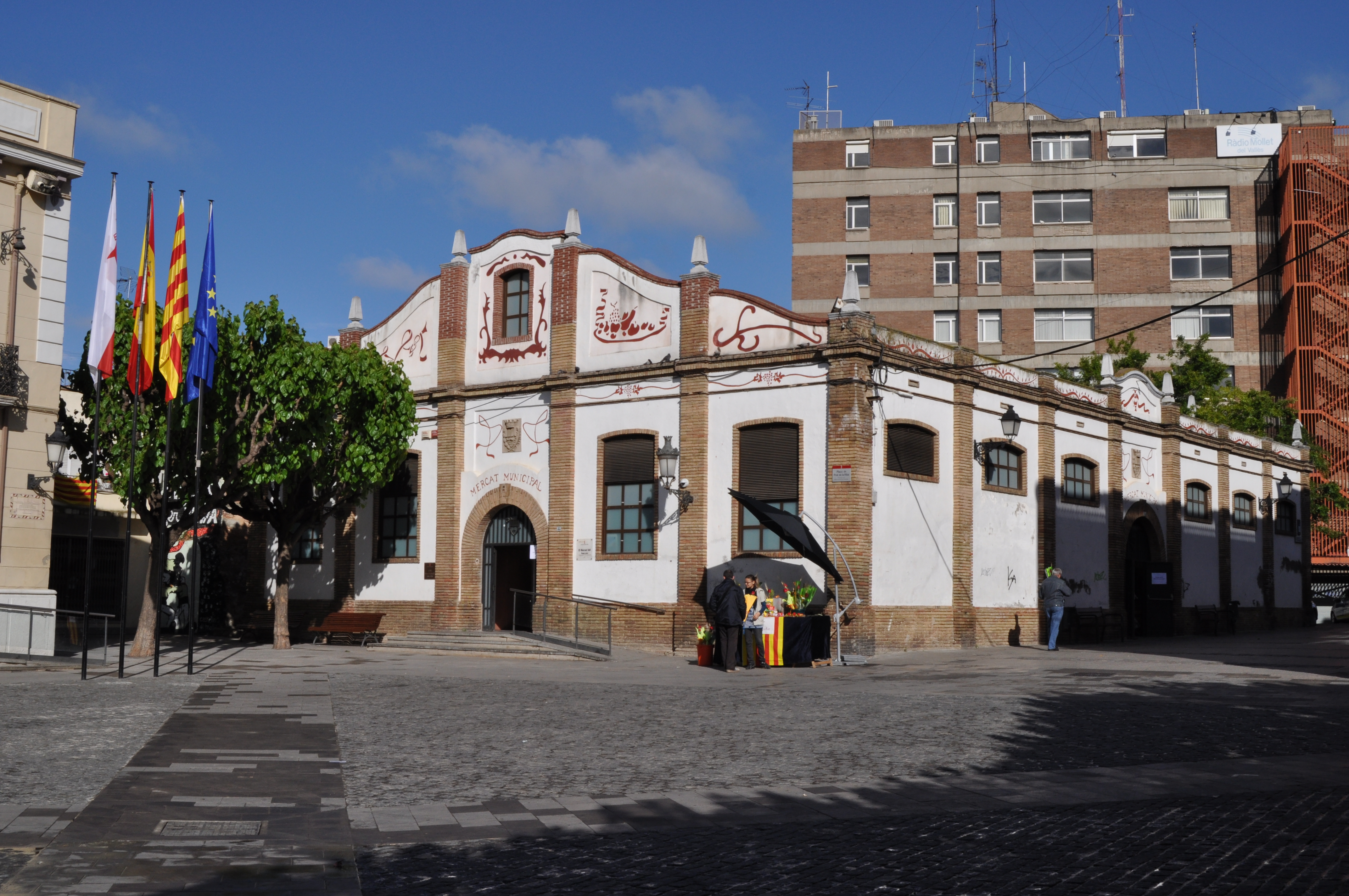
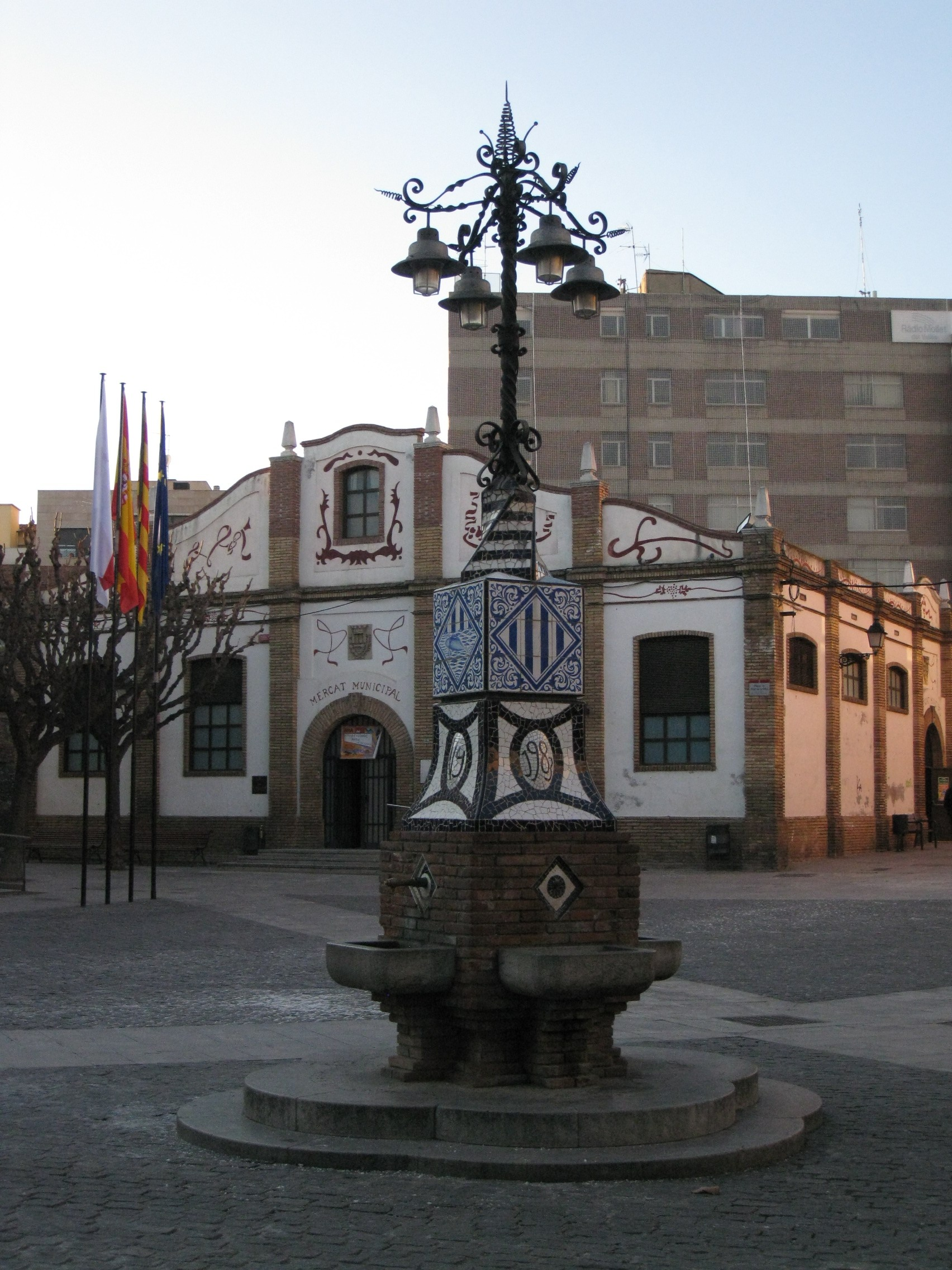